# Tipula (Emodotipula) goetghebuerana
Tipula (Emodotipula) goetghebuerana is een tweevleugelige uit de familie langpootmuggen (Tipulidae). De soort komt voor in het Oriëntaals gebied.